# (1,5-环辛二烯)(1,3,5-环辛三烯)合钌
(1,5-环辛二烯)(1,3,5-环辛三烯)合钌是一种有机钌化合物，化学式为C16H22Ru。它最初由恩斯特·奥托·菲舍尔于1963年通过三氯化钌与1,5-环辛二烯和1,3,5-环辛三烯经格氏试剂的还原反应制得；锌作为还原剂，三氯化钌和1,5-环辛二烯反应，可以以更高产率制得产物。它可用于有机合成中的催化剂。